# (35115) 1992 DN8
1992 DN8 (asteroide 35115) é um asteroide da cintura principal. Possui uma excentricidade de 0.04620720 e uma inclinação de 9.02883º.
Este asteroide foi descoberto no dia 29 de fevereiro de 1992 por UESAC em La Silla.